# Oncometopia dispar
Oncometopia dispar är en insektsart som beskrevs av Fowler 1899. Oncometopia dispar ingår i släktet Oncometopia och familjen dvärgstritar.
Artens utbredningsområde är Guatemala. Inga underarter finns listade i Catalogue of Life.